# برادلي غولدبرغ
برادلي غولدبرغ (بالإنجليزية: Bradley Goldberg)‏ (20 أكتوبر 1993 في المملكة المتحدة - ) هو لاعب كرة قدم بريطاني في مركز الهجوم. لعب مع تشارلتون أثلتيك ونادي بريستول روفيرز ونادي بروملي وداغنهام وريدبريدج وهاستينغز يونايتد.

## وصلات خارجية
- برادلي غولدبرغ على موقع قاعدة بيانات كرة القدم.إي يو (الإنجليزية)
- برادلي غولدبرغ على موقع Soccerbase.com (لاعب) (الإنجليزية)
- برادلي غولدبرغ على موقع Soccerway.com (الإنجليزية)